# Maciej Korkuć
Maciej Wiktor Korkuć (ur. w 1969) – polski historyk, od 2001 pracownik Oddziału Krakowskiego Instytutu Pamięci Narodowej w Krakowie, od 2016 naczelnik Oddziałowego Biura Upamiętniania Walk i Męczeństwa IPN w Krakowie. 

## Życiorys
Jest absolwentem Wydziału Historycznego Uniwersytetu Jagiellońskiego. Na tej samej uczelni obronił pracę doktorską w całości poświęconą działalności partyzantki niepodległościowej w województwie krakowskim pt. "Od państwa podziemnego do Polski lubelskiej na przykładzie ziemi krakowskiej (1944-1947)". 

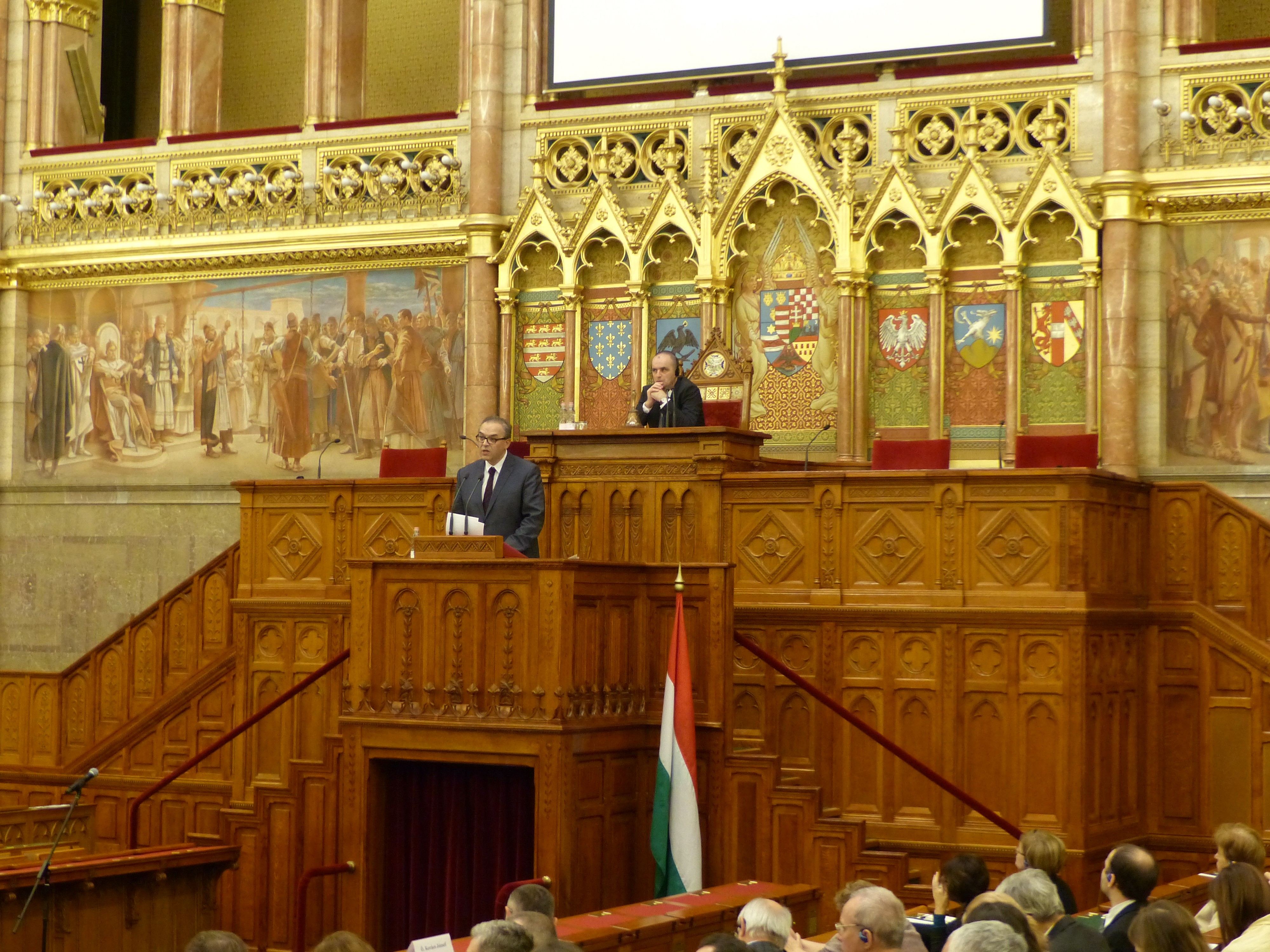
Maciej Korkuć podczas wykładu na Węgrzech

Specjalizuje się w dziejach najnowszych; jest autorem książek i artykułów poświęconych problematyce dziejów Polski i Polaków w XX wieku. Adiunkt w Instytucie Politologii Akademii Ignatianum w Krakowie. Od 2007 r. koordynuje działania IPN na rzecz przeciwdziałania gloryfikacji systemów totalitarnych w przestrzeni  publicznej. W radiu RMF Classic prowadzi cykliczną audycję "Datownik historyczny Macieja Korkucia". Został członkiem rady programowej Fundacji im. Janusza Kurtyki. W 2015 został honorowym członkiem Stowarzyszenia Studenci dla Rzeczypospolitej.

## Publikacje
Jest autorem publikacji:
- Maciej Korkuć, Apolonia Ptak, Żołnierze porucznika Wądolnego. Z dziejów niepodległościowego podziemia na ziemi wadowickiej 1945–1947, Kraków 2001.
- Maciej Korkuć, Zostańcie wierni tylko Polsce… Niepodległościowe oddziały partyzanckie w Krakowskiem (1944–1947), Instytut Pamięci Narodowej, Kraków 2002, s. 678.
- Włodzimierz Bernacki, Henryk Głębocki, Maciej Korkuć, Filip Musiał, Jarosław Szarek, Zdzisław Zblewski, Komunizm w Polsce. Zdrada, zbrodnia, zakłamanie, zniewolenie, Kraków 2005, s. 416. [autor Części: W II Rzeczypospolitej, Agentura w działaniu (1941–1943), Przeciw Niepodległości (1943–1944), Fundamenty komunistycznej Polski (1945–1948) – s. 46–77, 107–225], s. 416.
- Maciej Korkuć, Jarosław Szarek, Zakopiańska „Solidarność” 1980–1989, Zakopane 2006.
- Jarosław S. Dąbrowski, Piotr Franaszek, Lidia Korczak, Maciej Korkuć, Dzieje Kresów, Kraków 2006, [autor Części IV: Niepodległości, podziały, totalitaryzmy – Kresy w XX wieku s. 292–350], s. 352.
- Atlas polskiego podziemia niepodległościowego 1944–1956 (współautor), red. Rafał Wnuk, Sławomir Poleszak, Agnieszka Jaczyńska, Magdalena Śladecka, Warszawa–Lublin 2007, s. 574.
- Encyklopedia Kresów (współautor), red. M. Karolczuk Kędzierska i in., Kraków 2006.
- Kronika komunizmu w Polsce (współautor), Kraków 2009; s. 416.
- Maciej Korkuć, Jarosław Szarek, Piotr Szubarczyk, Joanna Wieliczka-Szarkowa, W cieniu czerwonej gwiazdy. Zbrodnie sowieckie na Polakach (1917–1956), Kraków 2010, [autor Części IV: Skrywana okupacja. Polska 1944–1956, s. 363–532]
- Maciej Korkuć, Józef Kuraś "Ogień". Podhalańska wojna 1939–1945. Instytut Pamięci Narodowej, Kraków 2011, s. 407.